# Mount Vernon (Kentucky)
Mount Vernon és una població dels Estats Units a l'estat de Kentucky. Segons el cens del 2000 tenia 2.592 habitants.

## Demografia
Segons el cens del 2000, Mount Vernon tenia 2.592 habitants, 1.126 habitatges, i 681 famílies. La densitat de població era de 314,7 habitants/km².
Dels 1.126 habitatges en un 28,1% hi vivien nens de menys de 18 anys, en un 40,2% hi vivien parelles casades, en un 17,3% dones solteres, i en un 39,5% no eren unitats familiars. En el 37,4% dels habitatges hi vivien persones soles el 18% de les quals corresponia a persones de 65 anys o més que vivien soles. El nombre mitjà de persones vivint en cada habitatge era de 2,15 i el nombre mitjà de persones que vivien en cada família era de 2,82.
Per edats la població es repartia de la següent manera: un 21,9% tenia menys de 18 anys, un 9,8% entre 18 i 24, un 26,5% entre 25 i 44, un 23,6% de 45 a 60 i un 18,2% 65 anys o més.
L'edat mediana era de 38 anys. Per cada 100 dones de 18 o més anys hi havia 82,3 homes.
La renda mediana per habitatge era de 16.747 $ i la renda mediana per família de 23.105 $. Els homes tenien una renda mediana de 24.286 $ mentre que les dones 17.571 $. La renda per capita de la població era d'11.849 $. Entorn del 26,5% de les famílies i el 33,8% de la població estaven per davall del llindar de pobresa.

## Poblacions més properes
El següent diagrama mostra les poblacions més properes.